# Hokuto Corporation
DMM.com, anciennement Hokuto Corporation (株式会社北都) est une société spécialisée dans la production et la commercialisation de films pornographiques et de godemichets. Cette société, fondée en mars 1990, est basée à Ebisu Garden Place Tower. Hokuto regroupe 115 sociétés (données de fin 2008) de divers degrés d'indépendance. Elle est ainsi devenue le plus important producteur du genre au Japon. La société informe et vend au public sur son site « Outvision ».

## Données sur le groupe
Au mois de Juillet 2007, Hokuto employait 185 personnes et possédait un patrimoine de 16 618 000 000 yens (environ 134 273 318 €) pour un capital de 45 millions de yens (environ 364 654 €). Le dividende distribué aux actionnaires s'élevait à 6 073 000 000 yens (environ 49 110 830 €). Le total des ventes pour l'année fiscale qui se terminait en février 2007 se montait à 28 366 000 000 yens (environ €230.398.757). Les prévisions pour 2008 tablent sur un chiffre d'affaires de 30 milliards de yens (environ 244 101 711 €). Hokuto a connu une croissance rapide de son chiffre d'affaires au cours des années passées avec un total des ventes en progression de 5,1 milliards de yens (environ €41,5 millions) pour l'année fiscale 2001 à 6,2 milliards de yens (environ 50,5 millions €) en 2002, 9,8 milliards de yens (environ 80 millions €) en 2003 et 12,3 milliards de yens (environ 100,1 millions €) en 2004.
Sous la présidence de Hiroyuki Shimazaki (島崎啓之), Hokuro a rattrapé et surpassé le groupe Soft On Demand (SOD), son rival pour ce qui est des ventes de vidéos pornographiques. Certains studios qui faisaient partie de SOD (Dogma, Hajime-Kikaku et Aroma Planning) ont récemment[Quand ?] rejoint Hokuto Corporation.

### DMM (Digital Media Mart)
Outre ses différents studios de production, Hokuro détient, depuis le mois de novembre 1999, DMM Corporation (株式会社デジタルメディアマート ou "Digital Media Mart") qui est, au Japon, le plus important distributeur de vidéos destinées à la fois à la vente et à la location. DMM met à la disposition du public des films payants visionnables directement ou téléchargeables sur son site dmm.co.jp. Le site web de DMM a ouvert au mois de juillet 1998 et détient, à la date du 31 décembre 2008 un catalogue de plus de 120 000 titres de vidéos pornographiques destinées à la location. DMM donne des informations sur plus de 20 000 actrices et établit une liste annuelle des 100 actrices dont les vidéos se sont les mieux vendues sur son site. DMM fournit également l'adresse web d'un grand nombre de blogs concernant des actrices du film pornographique

### AV Grand Prix
À la suite de la disparition pour fraude de l'AV Open sponsorisé par Soft On Demand, Hotokuru reprend le flambeau en 2008 avec l'AV Open Grand Prix. Les gagnants/gagnantes sont déterminées d'après le nombre d'unités vendues et à la suite d'un vote sur le site de DMM. L'AV Grand Prix de 2008 est un succès avec la présence de 77 producteurs et une compétition regroupant encore plus de studios en 2009,.

## Liste des compagnies composant le groupe Hokuto Corporation
À la fin de 2008, le groupe Hotoku comprend 12 sociétés produisant des vidéos sans nudisme et 14 autres spécialisées dans la fabrication de godemichets ainsi que 90 studios de films pornographiques de différents genres. Il a été extrait du site Outvision la liste suivante
- A-BOX
- Animalijo
- Anna and Hanako (アンナと花子) - spécialisés dans les vidéos traitant de lesbianisme
- Aroma Planning (アロマ企画) - spécialisé dans les vidéos « maniaques » extrêmes
- Attackers (アタッカーズ) - connus pour ses vidéos de pornographie extrême comportant des scènes de fouet (simulées), de viols (simulées) et de sadomasochisme
- Aurora Project Annex (オーロラプロジェクト アネックス)
- AVS
- BeFree
- Beauty
- BI (美)
- Bravo
- Cinema Corporation (シネマ・コーポレーション)
- Cinemagic (シネマジック) - spécialisé dans les vidéos sadomasochistes et de bondage sexuel
- consent (コンセント)
- Cross (クロス)
- Dasdas (ダスッ！) - spécialisé dans les vidéos de viols simulés et d'humiliations
- Dogma (ドグマ) - spécialisé dans différents fétichismes extrêmes
- E-BODY
- Euro Star
- Goro Tameike (溜池ゴロー)
- graphis (グラフィス)
- Groove Girls
- Hajime-Kikaku (はじめ企画)
- Himawari Kikaku (ひまわり企画)
- Idea Pocket (アイデアポケット)
- Inflagranti Japan (インフラグランティ) - spécialisés dans les vidéos de fétichisme sexuel sadomasochiste
- Kakko II! (カッコイイ！)
- Karma (カルマ)
- kawaii
- kichu
- Kira☆Kira
- Kitagawa Production (北川プロ) - videos mettant en scène le sadomasochisme et les dominatrices
- M's Video Group (エムズビデオグループ) - spécialisé dans les bukkakes et les gokkuns
- Madonna (マドンナ) -spécialisé dans les femmes « d'âge mûr »
- Marx Brothers (マルクス兄弟)
- Men's Heaven
- Milkyprin (みるきぃぷりん♪) - connu pour ses actrices à la poitrine généreuse
- Miman (未満)
- Moccori Television (もっこりテレビ)
- Momotaro (桃太郎映像出版) - composé d'un groupe de producteurs indépendants
- Moodyz
- Mousouzoku (妄想族) - spécialisé dans les poitrines volumineuses
- Muku (無垢) - produit des videos mettant en scène des actrices jouant des rôles d'écolières
- Munekyunkissa (胸キュン喫茶)
- Muteki
- Ohtsuka-Floppy (大塚フロッピー) - spécialisé dans les vidéos de scatologie
- OPPAI - met en scène des actrices ayant de vastes poitrines
- Opera (オペラ) - spécialisé dans les vidéos traitant de scatologie
- Premium (プレミアム) - spécialisé dans les vidéos glamour
- Ran-Maru (乱丸)
- RED (レッド)
- Ryugujyo (竜宮城)
- S1 No. 1 Style (エスワン ナンバーワンスタイル) - Actrices de films pornographiques glamour
- SexiA (セクシア)
- Shinoda Project (しのだ)
- Style Art (スタイルアート)
- Toyohiko Project (豊彦)
- V (ヴィ)
- Yellow Movie (イエロー)
- ZONE